# Bozakites
Bozakites is een geslacht van insecten uit de orde vliesvleugeligen (Hymenoptera) en de familie Ichneumonidae.

## Soorten
- B. brunnianus (Saussure, 1892)
- B. concolor (Szepligeti, 1908)
- B. frotei (Seyrig, 1952)
- B. mesoleucus (Kriechbaumer, 1894)
- B. natalensis (Kriechbaumer, 1894)
- B. nigrigenis (Seyrig, 1952)
- B. ruficeps Seyrig, 1952